# Анджум Саїд
Анджум Саїд (11 серпня 1968) — пакистанський хокеїст на траві.
Бронзовий призер Олімпійських Ігор 1992 року.